# Meritzer Williams
Meritzer Williams (ur. 1 stycznia 1989) – reprezentująca Saint Kitts i Nevis lekkoatletka, sprinterka.
Najbardziej udaną imprezą w karierze Williams były Mistrzostwa Świata Juniorów w Lekkoatletyce (Bydgoszcz 2008), kiedy to zdobyła srebrny medal w biegu na 200 metrów, była 7. na 100 metrów oraz 6. w sztafecie 4 × 100 metrów.
Dobry występ w kategorii juniorów zaowocował możliwością debiutu na imprezie seniorskiej – Igrzyskach olimpijskich (Pekin 2008). Williams odpadła w eliminacjach biegu na 200 metrów, zajmując 38. lokatę (najlepsze 32 sprinterki uzyskały awans do następnej rundy).
W 2009 startowała na mistrzostwach świata w Berlinie, gdzie odpadła w eliminacjach biegu na 200 metrów.

## Rekordy życiowe
- Bieg na 100 metrów – 11,43 (2009)
- Bieg na 200 metrów – 22,96 (2008)